# Marcus Gerards der Ältere

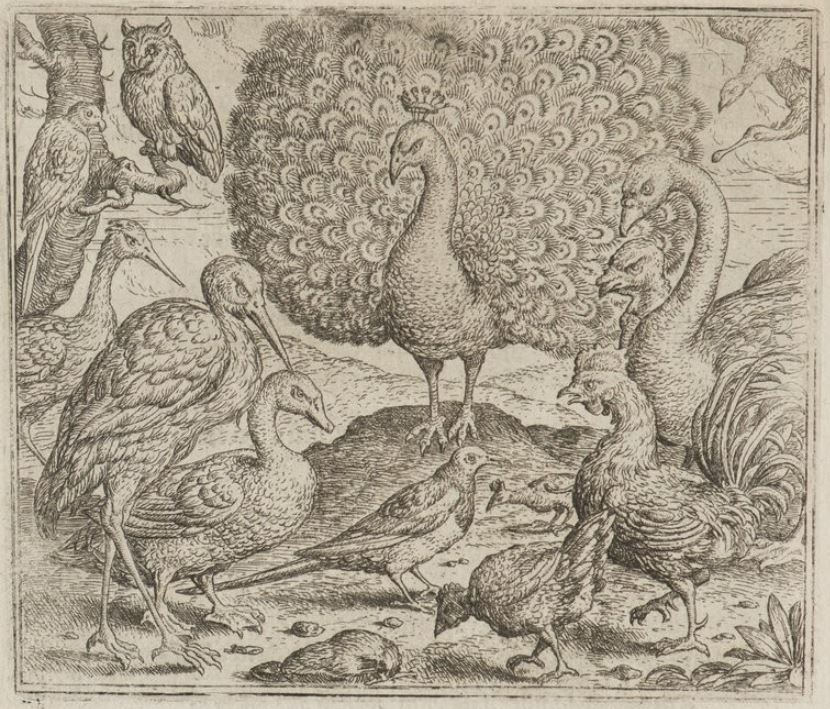
Paeu ende Acxtere (Der Eichelhäher und der Pfau), eine Fabelillustration aus dem Jahre 1567

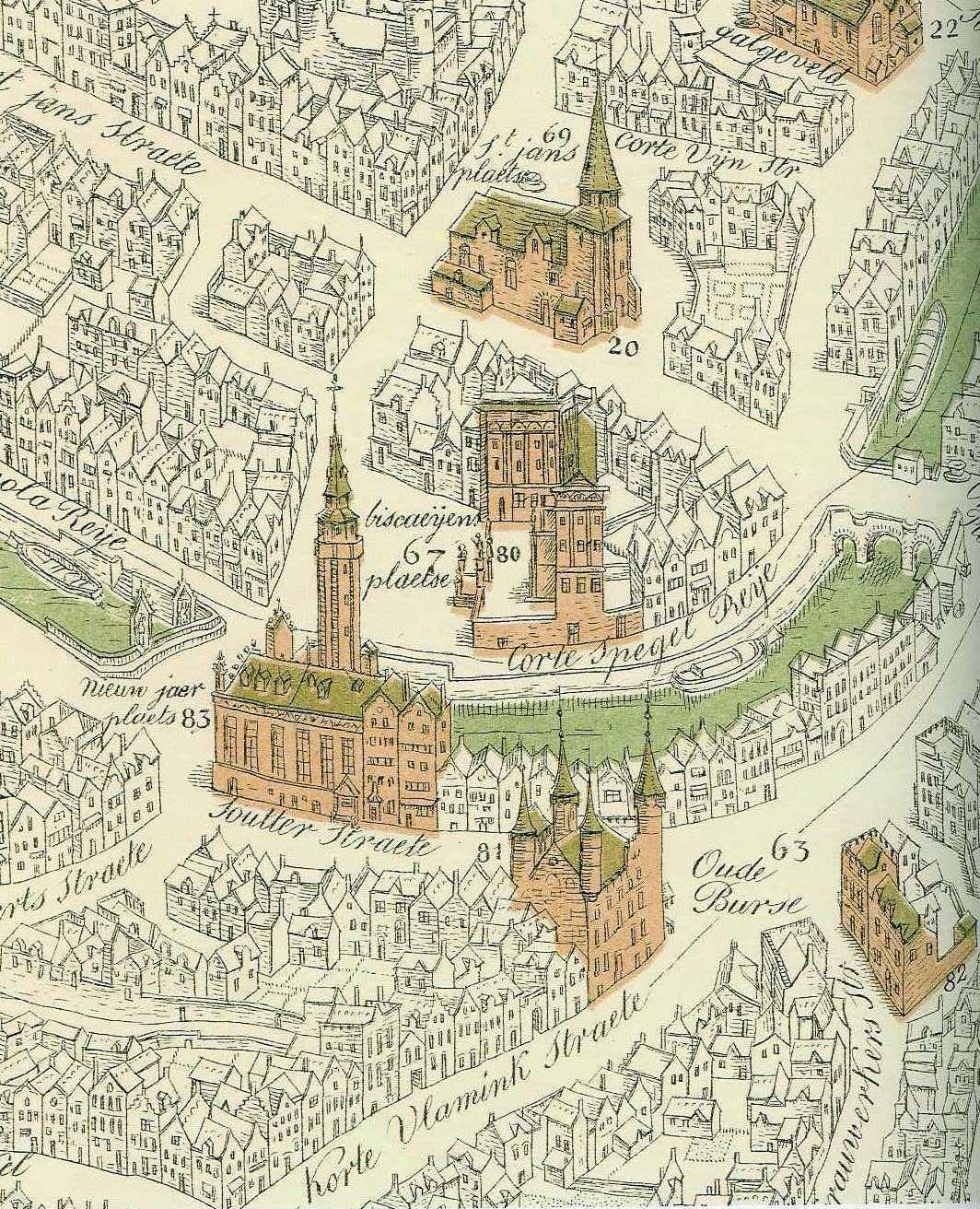
Ausschnitt eines Stadtplans von Brügge 1562

Marcus Gerards der Ältere (* etwa 1520/1521 in Brügge; † nach 1586 und vor 1604) war ein flämischer Renaissancemaler, Grafiker und Graveur.

## Leben
Es wird oft spekuliert, ob Gerards der Ältere der Künstler war, der die von Eduard De Deene übersetzte Ausgabe der Fabeln Aesops von 1567 illustriert hat. Sicher ist, dass er ein Jahr darauf mit seinem Sohn Marcus Gerards dem Jüngeren aus den Niederlanden nach England floh, wie es auch andere Künstler aus diesem Gebiet Europas täten, wie etwa Gerard Horenbout, der Grund für beide Künstler war die religiöse Verfolgung des damals nach von der spanischen Krone beherrschten niederländischen Gebietes. In England heiratete Gerards der Ältere seine zweite Frau. Er lebte in London, dort lehrte er auch seinen Sohn der Zeichenkunst. 1577 kehrte Gerards der Ältere in die Niederlande zurück, um dort seine Karriere fortsetzen zu können.
Eine seiner Töchter heiratete den englischen Miniaturzeichner Isaak Oliver.
Es gibt heute kein Gemälde von Gerads dem Älteren, das ihm eindeutig zuzuordnen ist. Auch seine Zeichnungen hat er nicht mit seinem Namen versehen.
Marcus Gerards der Ältere starb vermutlich 1586, es werden aber auch spätere Daten nicht ausgeschlossen, wie etwa das Jahr 1604.